# Linea 1 (metropolitana di Seul)
La linea 1 della metropolitana di Seul è un asse di collegamento ferroviario fra il centro di Seul, Corea del Sud, la stazione di Soyosan a nord-est, Incheon a sud-ovest e Asan via Suwon a sud. Questa linea copre gran parte dell'area metropolitana di Seul. Il colore che identifica la linea è il blu scuro.

## Storia
La linea fu aperta nel 1974 fra le stazioni di Seul e Cheongnyangni, ed è operata nella porzione sotterranea da Seoul Metro. Nel 2000 furono integrate nella linea le linee adiacenti gestite dal Korail, creando così la Linea 1. Il servizio suburbano è stato recentemente esteso fino a Sinchang nel dicembre 2008.
Nel giugno 2006 sono state aperte le stazioni di Jinwi e Jije sulla linea Gyeongbu, e nel gennaio 2010 è stata la volta di Dangjeong fra le stazioni di Gunpo e Uiwang. Inoltre, parte della linea Gyeongwon fra Dongducheon e Uijeongbu è stata integrata nella linea 1 nel dicembre 2006.

## Caratteristiche e percorso

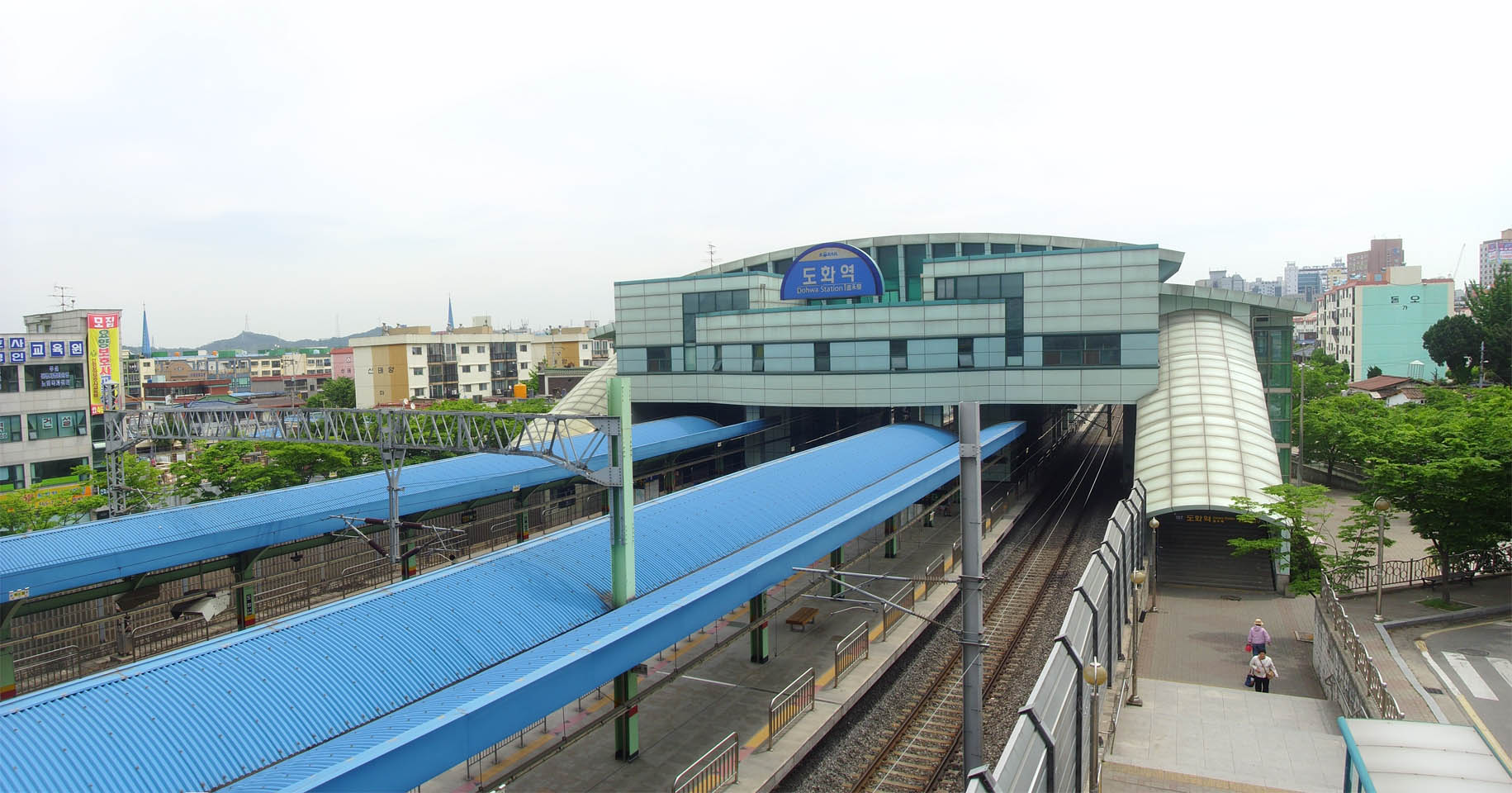
La stazione di Dohwa

Fra le stazioni di Soyosan, Dongducheon, Uijeongbu, Cheongnyangni, Seul, Yongsan, e Guro circolano treni rapidi che fermano solo nelle maggiori stazioni. A Guro la linea si sbina in due percorsi, uno verso Incheon a ovest, e un altro verso Byeongjeom e Cheonan a sud. Fra Yongsan e Seul e Dongincheon e Cheonan operano anche treni espressi.
I treni percorrono le linee Gyeongbu (Seul-Cheonan), Gyeongin (Guro-Incheon), Janghang (Cheonan-Sinchang) e Gyeongwon (Hoegi-Soyosan).

### Treni del Servizio Rapido
Con Korail viaggiano i Treni Espressi (급행전철) per favorire i pendolari provenienti dai capilinea lontani della linea 1.
Nella descrizione è indicata l'abbreviazione utilizzata nella tabella.
Espresso Gyeongwon (경원급행 Gyeongwon geuphaeng, Egw)
Il servizio è stato inaugurato il 15 dicembre 2006 assieme all'apertura della tratta fra Uijeongbu e Dongducheon elettrificata e raddoppiata. Il servizio inizialmente era attivo durante l'ora di punta mattutina con 7 treni al giorno e fermava in tutte le stazioni più a sud di Uijeongbu per poi instradarsi sulle linee Gyeongbu e Gyeongin. Tuttavia dal gennaio 2008 il numero dei treni espressi è stato ridotto a due al giorno esclusa la domenica, mentre il 1º dicembre dello stesso anno, con l'introduzione del nuovo orario il servizio espresso è stato esteso da Uijeongbu a Seongbuk.
Espresso Gyeongin (경인급행 Gyeongin geuphaeng, Egi)
Il servizio fu avviato nel 1999 in corrispondenza con il quadruplicamento della tratta fra Yongsan e Bupyeong permettendo la separazione dei treni veloci e di quelli lenti. I treni effettuavano tutte le fermate fra Yongsan e la stazione di Guro per poi effettuare servizio rapido. Nel 2002 venne esteso fino alla stazione di Juan e dal 1º settembre 2009 venne creato un nuovo espresso, chiamato Espresso Gyeongin A con un differente pattern di fermate e solo in direzione Yongsan provenendo da Incheon con 2 treni la mattina dei giorni feriali, mentre il precedente espresso venne chiamato Espresso Gyeongin B.
Espresso Gyeongbu (경부급행 Gyeongbu geuphaeng, Egb)
Nel 1984 il servizio venne avviato fra Seul e Suwon la mattina e la sera dei giorni feriali. Nel 1986 il servizio venne chiamato Diretto (직통 jiktong ) e nel 2003 il nome, assieme al diretto della linea Gyeongin divenne per entrambi i servizi Espresso (급행 geuphaeng ). Tuttavia, a causa della saturazione della linea per il passaggio dei treni a lunga percorrenza, erano estremamente pochi i treni espressi al giorno, e questa situazione durò per diversi anni. Nel 2004, con l'inaugurazione della linea ad alta velocità Gyeongbu il numero dei treni a lunga distanza diminuì, e con il quadruplicamento dei binari completato fino a Cheonan nel 2005 la situazione migliorò, permettendo un maggior numero di treni espressi. I servizi sono due, l'Espresso Gyeongbu A e l'Espresso Gyeongbu B, aventi come capilinea rispettivamente Yongsan e Seul. Il primo ferma in tutte le stazioni fra Yongsan e Guro e quindi effettua servizio espresso fino a Suwon, dove il pattern diventa uguale a quello dell'Espresso B.
Quest'ultimo ha come fine la stazione di Seoul di superficie e a parte la zona centrale, utilizza i binari di sorpasso del quadruplicamento. Nella zona urbana effettua molte meno fermate rispetto all'Espresso A, e in totale circolano 12 treni al giorno dal lunedì al sabato, e 11 la domenica.

## Stazioni
La linea 1 propriamente detta è in realtà la tratta compresa fra le stazioni di Cheongnyangni e la stazione di Seul, che corre in sotterraneo nel centro della città. In questa tratta le corse sono gestite da Seoul Metro, mentre le altre sezioni vengono gestite da Korail.

### Sezione sulla line Gyeongwon
| Numero stazione | Nome stazione                                | Nome stazione     | Nome stazione   | Distanza fra le stazioni (km) | Distanza totale (km) | Espresso Gyeongwon | Collegamenti                                                   | Posizione   | Posizione     |
| Numero stazione | Alfabeto                                     | Coreano (Hangeul) | Coreano (Hanja) | Distanza fra le stazioni (km) | Distanza totale (km) | Espresso Gyeongwon | Collegamenti                                                   | Posizione   | Posizione     |
| --------------- | -------------------------------------------- | ----------------- | --------------- | ----------------------------- | -------------------- | ------------------ | -------------------------------------------------------------- | ----------- | ------------- |
| 100             | Soyosan                                      | 소요산역          | 逍遥山          | 0.0                           | 0.0                  | ▲                  | Linea Gyeongwon (Treni regionali)                              | Gyeonggi-do | Dongducheon   |
| 101             | Dongducheon                                  | 동두천            | 東豆川          | 2.5                           | 2.5                  | ◎                  | Linea Gyeongwon (Treni regionali)                              | Gyeonggi-do | Dongducheon   |
| 102             | Bosan                                        | 보산              | 保山            | 1.6                           | 4.1                  | \|                 |                                                                | Gyeonggi-do | Dongducheon   |
| 103             | Dongducheon-Jungang                          | 동두천중앙        | 東豆川中央      | 1.4                           | 5.5                  | ●                  |                                                                | Gyeonggi-do | Dongducheon   |
| 104             | Jihaeng                                      | 지행              | 紙杏            | 1.0                           | 6.5                  | \|                 |                                                                | Gyeonggi-do | Dongducheon   |
| 105             | Deokjeong                                    | 덕정              | 徳亭            | 5.6                           | 12.1                 | ●                  |                                                                | Gyeonggi-do | Yangju        |
| 106             | Deokkye                                      | 덕계              | 徳渓            | 2.9                           | 15.0                 | \|                 |                                                                | Gyeonggi-do | Yangju        |
| 107             | Yangju                                       | 양주              | 楊州            | 5.3                           | 20.0                 | ●                  |                                                                | Gyeonggi-do | Yangju        |
| 108             | Nogyang                                      | 녹양              | 綠揚            | 1.6                           | 21.9                 | \|                 |                                                                | Gyeonggi-do | Uijeongbu     |
| 109             | Ganeung                                      | 가능              | 佳陵            | 1.3                           | 23.2                 | \|                 |                                                                | Gyeonggi-do | Uijeongbu     |
| 110             | Uijeongbu                                    | 의정부            | 議政府          | 1.2                           | 24.4                 | ●                  |                                                                | Gyeonggi-do | Uijeongbu     |
| 111             | Hoeryeong                                    | 회룡              | 回龍            | 1.6                           | 26.0                 | ●                  | U line                                                         | Gyeonggi-do | Uijeongbu     |
| 112             | Mangwolsa                                    | 망월사            | 望月寺          | 1.4                           | 27.4                 | \|                 |                                                                | Gyeonggi-do | Uijeongbu     |
| 113             | Dobongsan                                    | 도봉산역          | 道峰山          | 2,3                           | 29.7                 | ●                  | Linea 7                                                        | Seul        | Dobong-gu     |
| 114             | Dobong                                       | 도봉              | 道峰            | 1.2                           | 30.9                 | \|                 |                                                                | Seul        | Dobong-gu     |
| 115             | Banghak                                      | 방학              | 放鶴            | 1.3                           | 32.2                 | \|                 |                                                                | Seul        | Dobong-gu     |
| 116             | Changdong                                    | 창동              | 倉洞            | 1.7                           | 33.9                 | ●                  | Linea 4                                                        | Seul        | Dobong-gu     |
| 117             | Nokcheon                                     | 녹천              | 鹿川            | 1.0                           | 34.9                 | \|                 |                                                                | Seul        | Dobong-gu     |
| 118             | Wolgye                                       | 월계              | 月溪            | 1.4                           | 36.3                 | \|                 |                                                                | Seul        | Nowon-gu      |
| 119             | Gwangundae                                   | 성북              | 城北            | 1.1                           | 37.4                 | ●                  |                                                                | Seul        | Nowon-gu      |
| 120             | Seokgye                                      | 석계              | 石溪            | 1.1                           | 38.5                 | ●                  | Linea 6                                                        | Seul        | Nowon-gu      |
| 121             | Sinimun                                      | 신이문            | 新里門          | 1.4                           | 39.9                 | ●                  |                                                                | Seul        | Dongdaemun-gu |
| 122             | Oidaeap Università degli studi esteri Hankuk | 외대앞            | 外大앞          | 0.8                           | 40.7                 | ●                  |                                                                | Seul        | Dongdaemun-gu |
| 123             | Hoegi                                        | 회기              | 回基            | 0.5                           | 41.5                 | ●                  | Linea Gyeongui-Jungang                                         | Seul        | Dongdaemun-gu |
| 124             | Cheongnyangni (sotterranea)                  | 청량리            | 清凉里          | 1.4                           | 42.9                 | ●                  | Linea Gyeongui-Jungang Linea Suin-Bundang Linea Gyeongchun KTX | Seul        | Dongdaemun-gu |

### Sezione centrale
| Numero stazione | Nome stazione               | Nome stazione     | Nome stazione   | Distanza fra le stazioni (km) | Distanza totale (km) | Espresso Gyeongwon | Collegamenti                                                                           | Posizione | Posizione     |
| Numero stazione | Alfabeto                    | Coreano (Hangeul) | Coreano (Hanja) | Distanza fra le stazioni (km) | Distanza totale (km) | Espresso Gyeongwon | Collegamenti                                                                           | Posizione | Posizione     |
| --------------- | --------------------------- | ----------------- | --------------- | ----------------------------- | -------------------- | ------------------ | -------------------------------------------------------------------------------------- | --------- | ------------- |
| 124             | Cheongnyangni (sotterranea) | 청량리            | 清凉里          | 1.4                           | 42.9                 | ●                  | Linea Gyeongui-Jungang Linea Suin-Bundang Linea Gyeongchun KTX                         | Seul      | Dongdaemun-gu |
| 125             | Jegi-dong                   | 제기동            | 清凉里          | 1.0                           | 43.9                 | ●                  |                                                                                        | Seul      | Dongdaemun-gu |
| 126             | Sinseol-dong                | 신설동            | 新設洞          | 0.9                           | 44.8                 | ●                  | Linea 2 Linea Ui                                                                       | Seul      | Dongdaemun-gu |
| 127             | Dongmyo-ap                  | 동묘앞            | 東廟앞          | 0.7                           | 45.5                 | ●                  | Linea 6                                                                                | Seul      | Jongro-gu     |
| 128             | Dongdaemun                  | 동대문            | 東大門          | 0.6                           | 46.1                 | ●                  | Linea 4                                                                                | Seul      | Jongro-gu     |
| 129             | Jongno 5-ga                 | 종로5가           | 鍾路5街         | 0.8                           | 46.9                 | ●                  |                                                                                        | Seul      | Jongro-gu     |
| 130             | Jongno 3-ga                 | 종로3가           | 鍾路3街         | 0.9                           | 47.8                 | ●                  | Linea 3 Linea 5                                                                        | Seul      | Jongro-gu     |
| 131             | Jonggak                     | 종각              | 鍾閣            | 0.8                           | 48.6                 | ●                  |                                                                                        | Seul      | Jongro-gu     |
| 130             | Municipio                   | 시청              | 市廳            | 1.0                           | 49.6                 | ●                  | Linea 2                                                                                | Seul      | Jung-gu       |
| 130             | Seul                        | 서울              | 서울            | 1.1                           | 50.7                 | ●                  | Korail: ■ Linea Gyeongbu AREX ■ Linea KTX Gyeongbu Linea Gyeongui Seoul Metro: Linea 4 | Seul      | Jung-gu       |

### Sezione sulla Linea Gyeongbu
| Num  | Nome stazione                             | Nome stazione           | Nome stazione           | Distanza fra le stazioni | Distanza totale | Egw | EgbA                                       | EgiA | EgbB       | Egib       | Collegamenti                                                            | Posizione           | Posizione        | Posizione                                                                          |
| Num  | Alfabeto                                  | Hangŭl                  | Hanja                   | Distanza fra le stazioni | Distanza totale | Egw | EgbA                                       | EgiA | EgbB       | Egib       | Collegamenti                                                            | Posizione           | Posizione        | Posizione                                                                          |
| ---- | ----------------------------------------- | ----------------------- | ----------------------- | ------------------------ | --------------- | --- | ------------------------------------------ | ---- | ---------- | ---------- | ----------------------------------------------------------------------- | ------------------- | ---------------- | ---------------------------------------------------------------------------------- |
| 133  | Seul                                      | 서울역                  | -                       | 0.0                      | (50.7)          | ●   |                                            |      | ◎          |            | Linea Gyeongui ■ Linea Gyeongbu Linea AREX ■ Linea KTX Gyeongbu Linea 4 | Seul                | Jung-gu          | Jung-gu                                                                            |
| 134  | Namyeong                                  | 남영역                  | 南營驛                  | 1.7                      | 52.4            | ●   | \|                                         |      | Yongsan-gu | Yongsan-gu |                                                                         | Seul                |                  |                                                                                    |
| 135  | Yongsan                                   | 용산역                  | 龍山驛                  | 1.5                      | 53.9            | ●   | ◎                                          | ◎    | Yongsan-gu | Yongsan-gu | \|                                                                      | Seul                | ◎                | Linea Gyeongui-Jungang ■ Linea Gyeongbu Collegamenti futuri Linea Sinbundang(2027) |
| 136  | Noryangjin                                | 노량진역                | 鷺梁津驛                | 2.6                      | 56.5            | ●   | ●                                          | ●    | \|         | ◎          | Linea 9                                                                 | Seul                | Dongjak-gu       | Dongjak-gu                                                                         |
| 137  | Daebang                                   | 대방역                  | 大方驛                  | 1.5                      | 58.0            | ●   | ●                                          | ●    | \|         | ●          |                                                                         | Seul                | Yongdeungpo-gu   | Yongdeungpo-gu                                                                     |
| 138  | Singil                                    | 신길역                  | 新吉驛                  | 0.8                      | 58.8            | ●   | ●                                          | ●    | \|         | ●          | Linea 5                                                                 | Seul                | Yongdeungpo-gu   | Yongdeungpo-gu                                                                     |
| 139  | Yeongdeungpo                              | 영등포역                | 永登浦驛                | 1.0                      | 59.8            | ●   | ●                                          | ●    | ▲          | ●          | ■ Linea Gyeongbu                                                        | Seul                | Yongdeungpo-gu   | Yongdeungpo-gu                                                                     |
| 140  | Sindorim                                  | 신도림역                | 新道林驛                | 1.5                      | 61.3            | ●   | ●                                          | ●    | \|         | ●          | Linea 2                                                                 | Seul                | Guro-gu          | Guro-gu                                                                            |
| 141  | Guro                                      | 구로역                  | 九老驛                  | 1.1                      | 62.4            | ●   | ●                                          | ●    | \|         | ◎          | ■ Linea Gyeongin                                                        | Seul                | Guro-gu          | Guro-gu                                                                            |
| P142 | Gasan Digital Complex                     | 가산디지털단지역        | 加山디지털団地驛        | 2.4                      | 64.8            | ※   | ●                                          | ※    | \|         | ※          | Linea 7                                                                 | Seul                | Geumcheon-gu     | Geumcheon-gu                                                                       |
| P143 | Doksan                                    | 독산역                  | 禿山驛                  | 2.0                      | 66.8            | ※   | \|                                         | ※    | \|         | ※          |                                                                         | Seul                | Geumcheon-gu     | Geumcheon-gu                                                                       |
| P144 | Geumcheon-gucheong                        | 금천구청역              | 衿川區廳驛              | 1.2                      | 68.0            | ※   | \|                                         | ※    | ●          | ※          | Diramazione per Gwangmyeong                                             | Seul                | Geumcheon-gu     | Geumcheon-gu                                                                       |
| P145 | Seoksu                                    | 석수역                  | 石水驛                  | 2.3                      | 70.3            | ※   | \|                                         | ※    | \|         | ※          |                                                                         | Gyeonggi-do         | Anyang Bangan-gu | Anyang Bangan-gu                                                                   |
| P146 | Gwanak                                    | 관악역                  | 冠岳驛                  | 1.9                      | 72.2            | ※   | \|                                         | ※    | \|         | ※          |                                                                         | Gyeonggi-do         | Anyang Bangan-gu | Anyang Bangan-gu                                                                   |
| P147 | Anyang                                    | 안양역                  | 安養驛                  | 2.4                      | 74.6            | ※   | ●                                          | ※    | ●          | ※          | ■ Linea Gyeongbu                                                        | Gyeonggi-do         | Anyang Bangan-gu | Anyang Bangan-gu                                                                   |
| P148 | Myeonghak Università di Seul              | 명학역                  | 鳴鶴驛                  | 2.2                      | 76.8            | ※   | \|                                         | ※    | \|         | ※          |                                                                         | Gyeonggi-do         | Anyang Bangan-gu | Anyang Bangan-gu                                                                   |
| P149 | Geumjeong                                 | 금정역                  | 衿井驛                  | 1.4                      | 78.2            | ※   | \|                                         | ※    | \|         | ※          | Linea 4                                                                 | Gyeonggi-do         | Gunpo            | Gunpo                                                                              |
| P150 | Gunpo                                     | 군포역                  | 軍浦驛                  | 2.2                      | 80.4            | ※   | \|                                         | ※    | ●          | ※          |                                                                         | Gyeonggi-do         | Gunpo            | Gunpo                                                                              |
| P151 | Dangjeong Università Hansei               | 당정역 (한세대)         | 堂井驛 (韓世大)         | 1.6                      | 82.0            | ※   | \|                                         | ※    | \|         | ※          |                                                                         | Gyeonggi-do         | Gunpo            | Gunpo                                                                              |
| P152 | Uiwang Università ferroviaria             | 의왕역 (철도대학)       | 義王驛 (鉄道大学)       | 4.2                      | 84.6            | ※   | \|                                         | ※    | ●          | ※          |                                                                         | Gyeonggi-do         | Uiwang           | Uiwang                                                                             |
| P153 | Università Sungkyunkwan                   | 성균관대역              | 成均館大驛              | 2.9                      | 87.5            | ※   | \|                                         | ※    | ▲          | ※          |                                                                         | Gyeonggi-do         | Suwon            | Jangan-gu                                                                          |
| P154 | Hwaseo                                    | 화서역                  | 華西驛                  | 2.6                      | 90.1            | ※   | \|                                         | ※    | \|         | ※          |                                                                         | Gyeonggi-do         | Suwon            | Jangan-gu                                                                          |
| P155 | Suwon                                     | 수원역                  | 水原驛                  | 2.1                      | 92.2            | ※   | ●                                          | ※    | ●          | ※          | Linea Suin-Bundang                                                      | Gyeonggi-do         | Suwon            | Gwonseon-gu                                                                        |
| P156 | Seryu                                     | 세류역                  | 細柳驛                  | 2.9                      | 95.1            | ※   | \|                                         | ※    | \|         | ※          |                                                                         | Gyeonggi-do         | Suwon            | Gwonseon-gu                                                                        |
| P157 | Byeongjeom (Università Hanshin)           | 병점역 (한신대)         | 餅店驛 (韓神大)         | 4.3                      | 99.4            | ※   | ●                                          | ※    | ●          | ※          | Deposito di Byeongjeom                                                  | Gyeonggi-do         | Hwaseong         | Hwaseong                                                                           |
| P158 | Sema                                      | 세마역                  | 洗馬驛                  | 2.4                      | 101.8           | ※   | \|                                         | ※    | \|         | ※          |                                                                         | Gyeonggi-do         | Osan             | Osan                                                                               |
| P159 | Università di Osan                        | 오산대역                | 烏山大驛                | 2.7                      | 104.5           | ※   | \|                                         | ※    | \|         | ※          |                                                                         | Gyeonggi-do         | Osan             | Osan                                                                               |
| P160 | Osan                                      | 오산역                  | 烏山驛                  | 2.7                      | 107.2           | ※   | ●                                          | ※    | ●          | ※          | ■ Linea Gyeongbu                                                        | Gyeonggi-do         | Osan             | Osan                                                                               |
| P161 | Jinwi                                     | 진위역                  | 振威驛                  | 4.0                      | 111.2           | ※   | \|                                         | ※    | \|         | ※          |                                                                         | Gyeonggi-do         | Pyeongtaek       | Pyeongtaek                                                                         |
| P162 | Songtan                                   | 송탄역                  | 松炭驛                  | 3.8                      | 115.0           | ※   | \|                                         | ※    | \|         | ※          |                                                                         | Gyeonggi-do         | Pyeongtaek       | Pyeongtaek                                                                         |
| P163 | Sojeong-ri (Università Kukje)             | 서정리역 (국제대학)     | 西井里驛 (国際大学)     | 2.2                      | 117.2           | ※   | ●                                          | ※    | ●          | ※          | ■ Linea Gyeongbu                                                        | Gyeonggi-do         | Pyeongtaek       | Pyeongtaek                                                                         |
| P164 | Jije (Università della Corea del Welfare) | 지제역 (한국복지대학)   | 芝制驛 (韓国福祉大学)   | 4.8                      | 122.0           | ※   | \|                                         | ※    | \|         | ※          |                                                                         | Gyeonggi-do         | Pyeongtaek       | Pyeongtaek                                                                         |
| P165 | Pyeongtaek                                | 평택역                  | 平沢驛                  | 3.7                      | 125.7           | ※   | ●                                          | ※    | ●          | ※          | ■ Linea Gyeongbu                                                        | Gyeonggi-do         | Pyeongtaek       | Pyeongtaek                                                                         |
| P166 | Seonghwan (Università Namseoul)           | 성환역 (남서울대)       | 成歓驛 (南서울大)       | 9.4                      | 135.1           | ※   | ●                                          | ※    | ●          | ※          | ■ Linea Gyeongbu                                                        | Chungcheong del Sud | Cheonan          | Nambuk-gu                                                                          |
| P167 | Jiksan (Chungnam Techno Park)             | 직산역 (충남테크노파크) | 稷山驛 (忠南테크노파크) | 5.4                      | 140.5           | ※   | \|                                         | ※    | \|         | ※          |                                                                         | Chungcheong del Sud | Cheonan          | Nambuk-gu                                                                          |
| P168 | Dujeong                                   | 두정역                  | 斗井驛                  | 3.8                      | 144.3           | ※   | ●                                          | ※    | ●          | ※          |                                                                         | Chungcheong del Sud | Cheonan          | Nambuk-gu                                                                          |
| P169 | Cheonan                                   | 천안역                  | 天安驛                  | 3.0                      | 147.3           | ※   | ◎                                          | ※    | ◎          | ※          | ■ Linea Gyeongbu ■ Linea Janghang                                       | Chungcheong del Sud | Cheonan          | Dongnam-gu                                                                         |
| P170 | Bongmyeong                                | 봉명역                  | 鳳鳴驛                  | 1,5                      | 148,8           | ※   |                                            | ※    |            | ※          |                                                                         | Chungcheong del Sud | Cheonan          |                                                                                    |
| P171 | Ssangyong                                 | 쌍용역                  | 雙龍驛                  | 1,5                      | 150,3           | ※   |                                            | ※    | Seobuk-gu  | ※          |                                                                         | Chungcheong del Sud | Cheonan          |                                                                                    |
| P172 | Asan                                      | 아산역                  | 牙山驛                  | 1,5                      | 151,8           | ※   | ■ Linea Janghang KTX (presso Cheonan-Asan) | ※    | Asan       | Asan       |                                                                         | Chungcheong del Sud |                  |                                                                                    |
| P173 | Baebang                                   | 배방역                  | 排芳驛                  | 4,9                      | 156,7           | ※   |                                            | ※    | Asan       | Asan       |                                                                         | Chungcheong del Sud |                  |                                                                                    |
| P174 | Onyang-oncheon                            | 온양온천역              | 温陽温泉驛              | 4,9                      | 161,6           | ※   | ■ Linea Janghang                           | ※    | Asan       | Asan       |                                                                         | Chungcheong del Sud |                  |                                                                                    |
| P175 | Sinchang Univ. Soonchunhyang              | 신창역 순천향대         | 新昌驛 順天郷大         | 5,1                      | 166,7           | ※   | ■ Linea Janghang                           | ※    | Asan       | Asan       |                                                                         | Chungcheong del Sud |                  |                                                                                    |

※: Prosecuzione sulla Linea Gyeongin fino a Incheon o Dongincheon.

### Sezione sulla Linea Gyeongin
| Numero stazione | Nome stazione                                                            | Nome stazione                  | Nome stazione                     | Distanza fra le stazioni (km) | Distanza totale (km) | Espresso Gyeongwon | Espresso Gyeongin A | Espresso Gyeongin B | Collegamenti               | Posizione          |             |
| Numero stazione | Alfabeto                                                                 | Hangŭl                         | Hanja                             | Distanza fra le stazioni (km) | Distanza totale (km) | Espresso Gyeongwon | Espresso Gyeongin A | Espresso Gyeongin B |                            |                    |             |
| 141             | Guro                                                                     | 구로역                         | 九老驛                            | 1.1                           | 62.4                 | ●                  | ●                   | ◎                   | Korail: ■ Linea Gyeongbu   | Seul               | Guro-gu     |
| 142             | Guil (Istituto tecnico Dongyang)                                         | 구일역                         | 九一驛 (東洋未来大學)             | 1.4                           | 63.8                 | ●                  | ↑                   | \|                  |                            | Seul               | Guro-gu     |
| 143             | Gaebong (Università di Teologia di Hanyoung)                             | 개봉역 (한영신대)              | 開峰驛 (韓栄神大)                 | 1.0                           | 64.8                 | ●                  | \|                  | \|                  |                            | Seul               | Guro-gu     |
| 144             | Oryu-dong                                                                | 오류동역                       | 梧柳洞驛                          | 1.3                           | 66.1                 | ●                  | \|                  | \|                  |                            | Seul               | Guro-gu     |
| 145             | Onsu (Università Sungkonghoe)                                            | 온수역 (성공회대)              | 温水驛 (聖公会大)                 | 1.9                           | 68.0                 | ●                  | \|                  | \|                  | Linea 7                    | Seul               | Guro-gu     |
| 146             | Yeokgok (Università Cattolica de Corea)                                  | 역곡역 (가톨릭대)              | 驛谷驛 (가톨릭大)                 | 1.3                           | 69.3                 | ●                  | \|                  | ●                   |                            | Gyeonggi-doBucheon | Wonbi-gu    |
| 147             | Sosa (Università Teologica di Seoul)                                     | 소사역 (신대)                  | 素砂驛 (서울神大)                 | 1.5                           | 70.8                 | ●                  | \|                  | \|                  | Linea Seohae               | Gyeonggi-doBucheon | Sosa-gu     |
| 148             | Bucheon (Università di Bucheon)                                          | 부천역 (부천대입구)            | 富川驛 (富川大入口)               | 1.1                           | 71.9                 | ●                  | ●                   | ◎                   |                            | Gyeonggi-doBucheon | Sosa-gu     |
| 149             | Jung-dong                                                                | 중동역                         | 中洞驛                            | 1.7                           | 73.6                 | ●                  | ↑                   | \|                  |                            | Gyeonggi-doBucheon | Sosa-gu     |
| 150             | Songnae                                                                  | 송내역                         | 松内驛                            | 1.0                           | 74.6                 | ●                  | \|                  | ●                   |                            | Gyeonggi-doBucheon | Sosa-gu     |
| 151             | Bugae                                                                    | 부개역                         | 富開驛                            | 1.2                           | 75.8                 | ●                  | \|                  | \|                  |                            | Incheon            | Bupyeong-gu |
| 152             | Bupyeong (Ospedale della Santa Maria dell'Università Cattolica de Corea) | 부평역 (가톨릭대 인천성모병원) | 富平驛 (가톨릭大仁川聖母病院)     | 1.5                           | 77.3                 | ●                  | ●                   | ◎                   | Linea 1 Incheon            | Incheon            | Bupyeong-gu |
| 153             | Baegun                                                                   | 백운역                         | 白雲驛                            | 1.7                           | 79.0                 | ●                  | ↑                   | \|                  |                            | Incheon            | Bupyeong-gu |
| 154             | Dongam                                                                   | 동암역                         | 銅岩驛                            | 1.5                           | 80.5                 | ●                  | \|                  | ●                   |                            | Incheon            | Bupyeong-gu |
| 155             | Ganseok                                                                  | 간석역                         | 間石驛                            | 1.2                           | 81.7                 | ●                  | \|                  | \|                  |                            | Incheon            | Namdong-gu  |
| 156             | Juan                                                                     | 주안역                         | 朱安驛                            | 1.2                           | 82.9                 | ●                  | ●                   | ●                   | Linea 2 Incheon            | Incheon            | Nam-gu      |
| 157             | Dohwa                                                                    | 도화역                         | 道禾驛                            | 1.0                           | 83.9                 | ●                  | ↑                   | \|                  |                            | Incheon            | Nam-gu      |
| 158             | Jemulpo (Campus di Jemulpo dell'Università di Incheon)                   | 제물포역 (인천대학교 제물포)   | 済物浦驛 (仁川大学校済物浦캠퍼스) | 1.0                           | 84.9                 | ●                  | \|                  | \|                  |                            | Incheon            | Nam-gu      |
| 159             | Dowon                                                                    | 도원역                         | 桃源驛                            | 1.4                           | 86.3                 | ●                  | \|                  | \|                  |                            | Incheon            | Dong-gu     |
| 160             | Dong-Incheon                                                             | 동인천역                       | 東仁川驛                          | 1.2                           | 87.5                 | ●                  | ◎                   | ◎                   |                            | Incheon            | Jung-gu     |
| 161             | Incheon                                                                  | 인천역                         | 仁川驛                            | 1.9                           | 89.4                 | ◎                  |                     |                     | Korail: Linea Suin-Bundang | Incheon            | Jung-gu     |

## Treni

### Seoul Metro
- Seoul metro serie 1000

### Korail
- Korail Classe 1000
- Korail Classe 311000 (ex Classe 5000)
- Korail Classe 319000 (per il servizio a spola per Gwangmyeong)

## Depositi
- Majeon
- Chang-dong (condiviso con la linea 4)
- Seongbuk
- Imun
- Guro
- Siheung
- Byeongjeom